# Николай Чернишевски
Николай Гаврилович Чернишевски (на руски: Николай Гаврилович Чернышевский) е виден руски общественик, писател, икономист и философ.

## Биография
Роден е на 24 юли 1828 г. в Саратов, Руска империя. Израства в семейството на всестранно образован свещеник. Първоначално учи в дома си. Завършва Саратовската духовна семинария през 1845 г. и Историко-филологическото отделение на Петербургския университет през 1850 г.
Известно време (1851 – 1853 г.) преподава руски език и литература в Саратовската гимназия. През 1853 г. се запознава с бъдещата си съпруга и след женитбата си същата година се преселва в Петербург. В столицата Чернишевски става сътрудник на ляволибералните (почти радикални) списания „Отечественные записки“ и „Современник“.
Върху формирането на мирогледа на Чернишевски силно влияят класиците на немската философия, английската политическа икономия и френския утопичен социализъм. Особено силно е влиянието на Висарион Белински и Александър Херцен. При завършването на университета той вече е убеден философ-материалист, демократ с радикални убеждения и привърженик на утопичния социализъм.
Чернишевски защитава магистърска степен на тема: „Естетическите отношения на изкуството към действителността“, полагайки началото на материалистическата естетика в Русия.
Журналистическата дейност на Чернишевски е насочена към решаване на обществените проблеми в Русия чрез ликвидиране на крепостничеството. В печата публикува историко-литературни и литературно-критични статии, защитава реализма в литературата и утвърждава тезата, че литературата трябва да служи на интересите на народа.
След 1857 г. цялото му внимание е насочено към икономическите и политически проблеми в Русия. Заедно с Херцен става един от създателите на народничеството. Влиянието на Чернишевски в руското общество нараства силно особено след отмяната на крепостничеството на 19 февруари 1861 г. В най-известното си произведение – романа „Какво да се прави“ (1862 – 1863 г.) Чернишевски описва живота на хората от новото общество – „разумните егоисти“, които живеят от своя труд и по нов начин устройват своя семеен живот и живота в обществото.
Заради своята политическа и литературна дейност Чернишевски е арестуван и осъден през 1864 г. на 7 години каторга и вечно заселване в Сибир. След като изтърпява каторжното наказание, през 1871 г. той е заселен във Вилюйската крепост, където живее до 1883 г., когато му е разрешено да живее в Астрахан под постоянен полицейски надзор.
През юни 1889 г. Чернишевски получава разрешение да живее в родния си град Саратов, където умира на 29 октомври същата година.

## Произведения

### Романи
- 1862−1863 – Что делать? Из рассказов о новых людях
- 1863 – Повести в повести (незавършен)
- 1867−1870 – Пролог. Роман из начала шестидесятых годов.
- 1879−1884 – Отблески сияния.

### Повести
- 1848 – Теория и практика
- 1848 – Пониманье (Не судите)
- 1863 – Алферьев
- 1871 – История одной девушки
- 1886 – Вечера у княгини Старобельской

### Разкази
- 1863 – Потомок Барбаруссы. Исторический рассказ
- 1864 – Мелкие рассказы
- 1871 – Знамение на кровле (По рассказу очевидца)
- 1875 – Академия Лазурных гор

### Пиеси
- 1871 – Драма без развязки
- 1872 – Мастерица варить кашу. Пастораль в одном действии
- 1872 – Великодушный муж

### Литературна критика
- 1850 – О „Бригадире“ Фонвизина. Кандидатская работа.
- 1854 – Об искренности в критике.
- 1854 – Песни разных народов.
- 1854 – Бедность не порок. Комедия А. Островского.
- 1855 – Сочинения Пушкина.
- 1855−1856 – Очерки гоголевского периода русской литературы.
- 1856 – Александр Сергеевич Пушкин. Его жизнь и сочинения.
- 1856 – Стихотворения Кольцова.
- 1856 – Стихотворения Н. Огарёва.
- 1856 – Собрание стихотворений В. Бенедиктова.
- 1856 – Детство и отрочество. Военные рассказы графа Л. Н. Толстого.
- 1856 – Очерки из крестьянского быта А. Ф. Писемского.
- 1857 – Лессинг. Его время, его жизнь и деятельность.
- 1857 – „Губернские очерки“ Щедрина.
- 1857 – Сочинения В. Жуковского.
- 1857 – Стихотворения Н. Щербины.
- 1857 – „Письма об Испании“ В. П. Боткина.
- 1858 – Русский человек на rendez-vous. Размышления по прочтении повести г. Тургенева „Ася“.
- 1860 – Собрание чудес, повести, заимствованные из мифологии.
- 1861 – Не начало ли перемены? Рассказы Н. В. Успенского. Две части.

### Публицистика
- 1856 – Обзор исторического развития сельской общины в России Чичерина.
- 1856 – „Русская беседа“ и её направление.
- 1857 – „Русская беседа“ и славянофильство.
- 1857 – О поземельной собственности.
- 1858 – Откупная система.
- 1858 – Кавеньяк.
- 1858 – Июльская монархия.
- 1859 – Материалы для решения крестьянского вопроса.
- 1859 – Суеверие и правила логики.
- 1859 – Капитал и труд.
- 1859−1862 – Политика.  Ежемесячные обзоры заграничной политической жизни.
- 1860 – История цивилизации в Европе от падения Римской империи до Французской революции.
- 1861 – Политико-экономические письма к президенту Американских Соединенных Штатов Г. К. Кэри.
- 1861 – О причинах падения Рима.
- 1861 – Граф Кавур.
- 1861 – Непочтительность к авторитетам. По поводу 'Демократии в Америке' Токвиля.
- 1861 – Барским крестьянам от их доброжелателей поклон.
- 1862 – В изъявление признательности Письмо к г. З<ари>ну.
- 1862 – Письма без адреса.
- 1878 – Письмо сыновьям А. Н. и М. Н. Чернышевским.

### Мемоари
- 1861 – Н. А. Добролюбов. Некролог.
- 1883 – Заметки о Некрасове.
- 1884−1888 – Материалы для биографии Н. А. Добролюбова, собранные в 1861–1862.
- 1884−1888 – Воспоминания об отношениях Тургенева к Добролюбову и о разрыве дружбы между Тургеневым и Некрасовым.

### Философия и естетика
- 1854 – Критический взгляд на современные эстетические понятия.
- 1855 – Эстетические отношения искусства к действительности.  Магистерская диссертация.
- 1855 – Возвышенное и комическое.
- 1855 – Характер человеческого знания.
- 1858 – Критика философских предубеждений против общинного владения.
- 1860 – Антропологический принцип в философии. „Очерки вопросов практической философии“. Сочинение П. Л. Лаврова.
- 1888 – Происхождение теории благотворности борьбы за жизнь. Предисловие к некоторым трактатам по ботанике, зоологии и наукам о человеческой жизни.

### Преводи
- 1858–1860 – „История восемнадцатого столетия и девятнадцатого до падения Французской империи“ на Фридрих Кристоф Шлосер
- 1860 – „Основания политической экономии на Д. С. Милля“ (с бележки и коментари)
- 1861–1863 – „Всемирная история“ на Фридрих Кристоф Шлосер
- 1863–1864 – „Исповедь“ на Жан Жак Русо
- 1884–1888 – „Всеобщая история Г. Вебера“ (с бележки и коментари; успява да преведе 12 тома)